# Bawal
Bawal é uma cidade no distrito de Rewari, no estado indiano de Haryana.

## Geografia
Bawal está localizada a 28° 05′ N, 76° 35′ L. Tem uma altitude média de 266 metros (872 pés).

## Demografia
Segundo o censo de 2001, Bawal tinha uma população de 12 016 habitantes. Os indivíduos do sexo masculino constituem 53% da população e os do sexo feminino 47%. Bawal tem uma taxa de literacia de 66%, superior à média nacional de 59,5%; com 61% para o sexo masculino e 39% para o sexo feminino. 15% da população está abaixo dos 6 anos de idade.